# Galeazzo Sanvitale
Galeazzo Sanvitale (* 1566 in Parma; † 8. September 1622) war Erzbischof von Bari.

## Leben
Am 4. April 1604 von Girolamo Bernerio unter Assistenz der Bischöfe Claudio Rangoni von Piacenza und Giovanni Ambrogio Caccia von Castro zum Erzbischof von Bari geweiht und bereits im Jahre 1606 auf sein Erzbistum resignierend, gehörte Sanvitale zu den frühen Stammhaltern der Sukzessionslinie Rebiba. Er war der Konsekrator des Kardinals Ludovico Ludovisi.